# Akentrobuthus
Genre
Akentrobuthus est un genre de scorpions de la famille des Buthidae.

## Distribution
Les espèces de ce genre se rencontrent au Congo-Kinshasa et au Bénin,.

## Liste des espèces
Selon The Scorpion Files (06/09/2020) :
- Akentrobuthus atakora Vignoli & Prendini, 2008
- Akentrobuthus leleupi Lamoral, 1976

## Publication originale
- Lamoral, 1976 : « Akentrobuthus leleupi, a new genus and species of humicolous scorpion from eastern Zaire, representing a new subfamily of the Buthidae. » Annals Natal Museum, vol. 22, no 3, p. 681-691 (texte intégral).